# Alejandro Balde Martínez
Alejandro Balde Martínez   (Barcelona, 18 d'octubre de 2003) és un futbolista professional català, que juga com a lateral esquerre al Futbol Club Barcelona. És internacional amb la selecció espanyola.

## Carrera esportiva
De ben petit va començar fent atletisme, però a sis anys ja jugava a futbol a l'escola del CE Sant Gabriel de Sant Adrià de Besòs com a davanter. Posteriorment va jugar a les categories del RCD Espanyol, i a vuit anys (2011) va entrar a les del FC Barcelona, on es va convertir en lateral i es va fer professional.
La seva generació és la del 2003, però ell sempre ha anat per avançat a la seva edat. Ha estat campió de Lliga amb Benjamí C, Benjamí B, Benjamí A, Aleví C, Aleví A, Infantil B, Infantil A, Cadet B i el Cadet A del FC Barcelona. Tot i ser juvenil de primer any el 2020 ja va formar part de la plantilla del Futbol Club Barcelona B, i el juliol de 2021 va renovar contracte fins al 2024, amb una clàusula de rescissió de 500 milions d'euros.
Va fer la pretemporada 2020-21 amb el primer equip, avalat per l'entrenador Ronald Koeman, i va debutar amb primer equip del FC Barcelona l'estiu de 2021, en el primer partit de la pretemporada, contra el Nàstic de Tarragona.
Mercès a les seves bones actuacions a la pretemporada, va iniciar la campanya 2021-22 com a suplent de Jordi Alba al primer equip, i va estar assegut a la banqueta del Camp Nou en el partit inaugural de Primera divisió espanyola de futbol 2021-22 per Barça al Camp Nou contra la Reial Societat El 14 de setembre de 2021 debuta oficialment amb el primer equip del FC Barcelona en un partit de Champions League en front del FC Bayern de Múnic.
Des de l'inici de la temporada 2022-23, l'entrenador Xavi li va donar un paper més destacat, sent titular en més partits de lliga que Jordi Alba i rebent més minuts en partits importants. El 14 de maig de 2023, va marcar el seu primer gol amb el club en una victòria per 4-2 fora de casa contra el RCD Espanyol, on el seu equip va aconseguir el títol de lliga.
El 20 de setembre de 2023 es va anunciar que Balde signaria un nou contracte amb el club fins al 2028, amb una clàusula de rescissió fixada en 1.000 milions d'euros. El 24 de gener de 2024 va patir una lesió als isquiotibials de la cama dreta, havent de ser operat després de sortir del camp plorant contra l'Athletic Club als quarts de final de la Copa del Rei 2023-24, que el Barça va perdre per 4-2, i va acabar perdent-se la resta de la temporada.
El 12 de gener de 2025, Balde va marcar el seu primer gol en un Clàssic a la final de la Supercopa d'Espanya 2025, marcant el quart gol del Barça en una victòria final per 5-2.

## Internacional
Balde és descendent de Bissau-Guinea pel seu pare i era elegible per jugar per a la selecció de futbol de Guinea-Bissau o la selecció espanyola de futbol, però va preferir l'espanyola. Va rebre una convocatòria sorpresa per a la selecció espanyola de futbol dos dies abans de l'inici de la Copa del Món de la FIFA 2022, després que el lateral esquerre del València CF José Gayà s'hagués lesionat el turmell a la concentració. El 23 de novembre de 2022, va fer el seu primer partit internacional en una victòria per 7-0 contra la Costa Rica, substituint Jordi Alba al minut 64.

## Vida personal
Va néixer al barri de la Verneda i la Pau de Barcelona, fill de pare de Guinea-Bissau i de mare dominicana.

## Palmarès

### FC Barcelona
- 2 Supercopes d'Espanya: 2023,[14] 2025[15]
- 2 Lligues espanyoles: 2022-23, 2024-25
- 1 Copa del Rei: 2024–25[16][17]